# Давос (хокейний клуб)
ХК Давос (нім. HC Davos) — хокейний клуб з м. Давос, Швейцарія. Заснований у 1921 році. Виступає у чемпіонаті Національної ліги А. Домашні ігри команда проводить на «Вайлент Арені» (7,080). Клуб є організатором та господарем Кубка Шпенглера найстарішого клубного хокейного турніру в Європі.

## Досягнення
Чемпіон Швейцарії (31): 1926, 1927, 1929, 1930, 1931, 1932, 1933, 1934, 1935, 1937, 1938, 1939, 1941, 1942, 1943, 1944, 1945, 1946, 1947, 1948, 1950, 1958, 1960, 1984, 1985, 2002, 2005, 2007, 2009, 2011, 2015. 
Володар Кубка Шпенглера (16): 1927, 1933, 1936, 1938, 1941, 1942, 1943, 1951, 1957, 1958, 2000, 2001, 2004, 2006, 2011, 2023.

## Чемпіонські склади

### 2009 рік
- Воротарі: Рето Берра, Леонардо Дженоні
- Захисники: Флоріан Блаттер, Біт Форстер, Андреас Фуррер, Лукас Гербер, Марк Гіанола, Робін Гроссманн, Лукас Стооп, Ян фон Аркс
- Нападники: Андрес Амбюхл, Даріо Бюрглер, Даніель Карбіс, Александр Дейгл, Петер Гуггісберг, Лі Джіман, Робін Леблан, Йозеф Марга, Майкл Різен, Сандро Ріцці, Петр Сикора, Петр Татічек, Рето фон Аркс, Діно Візер, Марк Візер
- Тренери: Арно Дель Курто, Ремо Гросс

### 2011 рік
- Воротарі: Леонардо Дженоні, Ремо Джованніні
- Захисники: Тім Рамгольт, Алан Талларіні, Рене Бак, Самуель Гуерра, Біт Форстер, Рамон Унтерзандер, Лукас Стооп, Ян фон Аркс, Робін Гроссманн
- Нападники: Янік Штайманн, Петр Шейна, Петр Татічек, Грегорі Скіароні, Ярослав Беднар, Йозеф Марга, Петр Сикора, Діно Візер, Сандро Ріцці, Рето фон Аркс, Лі Джіман, Даріо Бюрглер, Петер Гуггісберг, Матіас Джоджі, Марк Візер
- Тренери: Арно Дель Курто, Ремо Гросс

### 2015 рік
- Воротарі: Леонардо Дженоні, Жиль Зенн
- Захисники: Фелісьєн дю Буа, Біт Форстер, Семуєль Гуерра, Фабіан Гельднер, Сімон Кіндши, Клод-Кюрден Пашу, Ноа Шнебергер, Ян фон Аркс
- Нападники: Андрес Амбюль, Дік Аксельссон, Енцо Корві, Грегорі Гофманн, Мауро Йорг, Пертту Ліндгрен, Тайлер Реденбах, Грегорі Скіароні, Даріо Сіміон, Рето фон Аркс, Семуєль Вальзер, Діно Візер, Марк Візер
- Тренери: Арно Дель Курто, Ремо Гросс

## Найвідоміші гравці різних років
- Джо Торнтон;
- Рік Неш;
- Ширяєв Валерій Вікторович;
- Янне Нійнімаа;
- Леонардо Дженоні;
- Олівер Зетцінгер;
- Джан-Марко Крамері;
- Фаусто Маццолені;
- Петтері Нуммелін;
- Іво Рютеманн;
- Юнас Хоглунд;
- Степанищев Анатолій Миколайович;
- Торгаєв Павло Вікторович;
- Кевін Міллер;
- Марк Штрайт.